# Vitnos träffar Brunöga
Vitnos träffar Brunöga är en barnbok författad av Marie Louise Rudolfsson och den utkom första gången 1972. Boken handlar om hästen eller gotlandsrusset Vitnos som träffar rådjuret Brunöga.